# Colonia Buena Vista
Colonia Buena Vista är en ort i Mexiko.   Den ligger i kommunen Heroica Ciudad de Huajuapan de León och delstaten Oaxaca, i den sydöstra delen av landet, 230 km sydost om huvudstaden Mexico City. Colonia Buena Vista ligger 1 810 meter över havet och antalet invånare är 738.
Terrängen runt Colonia Buena Vista är kuperad. Runt Colonia Buena Vista är det ganska glesbefolkat, med 24 invånare per kvadratkilometer. Närmaste större samhälle är Ciudad de Huajuapan de León, 4,3 km öster om Colonia Buena Vista. I omgivningarna runt Colonia Buena Vista växer huvudsakligen savannskog.